# إيفلين برونر
إيفلين برونر هي متزلجة فنية سويسرية، ولدت في 27 يناير 1996 في بيتسبرغ في الولايات المتحدة.

## وصلات خارجية
- إيفلين برونر على موقع الاتحاد الدولي للتزلج (الإنجليزية)